# IC 1031
IC 1031 ist eine elliptische Galaxie vom Hubble-Typ E3 im Sternbild Bärenhüter am Nordsternhimmel. Sie ist schätzungsweise 493 Millionen Lichtjahre von der Milchstraße entfernt.
Das Objekt wurde am 6. Mai 1888 von Lewis Swift entdeckt.